# Волконский, Александр Никитич
Князь Александр Никитич Волконский (18 (30) октября 1811 — 2 (14) апреля 1878) — русский придворный (камергер) и дипломат (тайный советник) из рода Волконских.

## Биография
Единственный сын князя Никиты Григорьевича Волконского (1781—1844) от его брака с княжной Зинаидой Александровной Белосельской-Белозёрской (1789—1862). В детстве жил с родителями за границей — в Дрездене, Праге, Вене, Париже и Лондоне. В 1817 году вернулся вместе с ними в Россию, но в 1820 году снова уехал с матерью за границу. Они обосновались в Риме в Палаццо Поли, который стараниями княгини стал своеобразным русским литературным-художественным клубом. С 1824 года жил в Москве. Получил прекрасное домашнее образование под руководством С. П. Швырёва, которое продолжил в Московском университете. В 1835 году после указа Николай I о лишении имений в России русских подданных, навсегда уехавших за границу, Александр Никитич получил от отца все родительские владения.

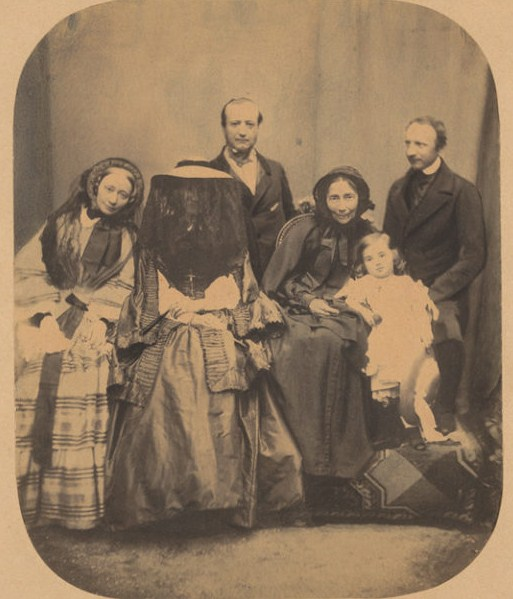
Семья А. Н. Волконского (1857)

Службу начал на дипломатическом поприще. Актуариус Коллегии иностранных дел при миссии в Риме (17 октября 1829), при миссии в Швейцарии (31 октября 1831). Причислен к Департаменту Внутренних сношений (30 января 1833). С 1 апреля 1833 года Камер-юнкер. Состоял при канцелярии Главнокомандующего действующей армии в Варшаве по дипломатической части (26 февраля 1834). Титулярный советник (14 декабря 1835). Чиновник по особым поручениям при Главнокомандующим (29 декабря 1836). Коллежский асессор (21 июля 1838). В 1839 году был отправлен курьером в Константинополь, с 21 июля 1841 года надворный советник, с 22 марта 1846 года коллежский советник. Статский советник (06 сентября 1849) и камергер (09 сентября 1849). Действительный статский советник (15 апреля 1856). Советник посольства в Вене (24 июля 1856). Чрезвычайный посланник и полномочный министр в Саксонии (01 февраля 1858), тоже в Неаполе (1860) и в Испании (11 августа 1862), с 1867 года находился в Париже. Тайный советник (1865).
В 1870 году из-за расстроенного здоровья, болел наследственной подагрой, вышел в отставку. Жил почти постоянно за границей, оставаясь верным православию. По отзыву современников, князь Волконский был человек «редких качеств, никто из близких знакомых не видел его не только сердитым, но даже скучным. Он никогда ни о ком не говорил дурно. Был очень образован и имел необыкновенную память. Был всегда в хорошем расположении и одинаков в обращении, особенно с людьми, ниже его поставленными в обществе». Князь, как и его мать, любил искусство и литературу. Его перу принадлежит двухтомный труд «Рим и Италия средних и новейших времен» (М., 1845), написанный на русском языке, которым Волконский владел в совершенстве. Среди его друзей было много замечательных русских людей, один из них И. С. Тургенев.
Умер от апоплексического удара 2 апреля 1878 года. Похоронен на римском католическом кладбище Кампо-Верано, что при соборе Святого Лаврентия Загородного, в фамильной часовне, которая была построена его приёмной дочерью.

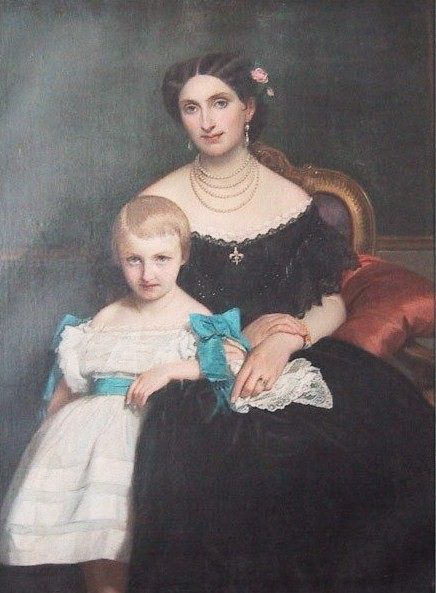
Луиза Леопольдовна с дочерью Зинаидой (1853)

## Семья
Жена (с 17 сентября 1844 года; Берн) — баронесса Луиза Леопольдовна фон-Лилиен (23.06.1807—01.02.1871), в первом браке фон Хердинг; единственная дочь барона Леопольда фон Лилиена (1770—1829) и Марии Шарлотты фон Аахен (1770—?); крестница герцогини Луизы Гессен-Дармштадтской. Сначала была похоронена в одной из протестантских церквей Рима, но позже её прах был перенесён к мужу на кладбище Верано. Дочери:
- Зинаида Александровна (1849—1853), умерла в детстве.
- Надежда Александровна (1855—1923), приемная дочь, утверждена в правах состояния отца (19 января 1867). Вышла замуж за маркиза Владимира Францевича Кампанари (ум. 1931)